# 長谷川善和
長谷川 善和（はせがわ よしかず、1930年3月12日 - ）は、日本の古生物学者。専門は古脊椎動物学。群馬県立自然史博物館名誉館長。

## 来歴
長野県飯田市出身。長野県飯田高松高等学校卒業。1955年横浜国立大学学芸学部卒業。国立科学博物館地学研究部主任研究官、横浜国立大学教授、群馬県立自然史博物館館長を経て、群馬県立自然史博物館名誉館長。日本哺乳類学会特別会員。
1972年に、「The Naumann's elephant, Palaeoloxodon naumanni (Makiyama) from the Late Pleistocene off Shakagahana, Shodoshima Is. in Seto Inland Sea, Japan（瀬戸内海小豆島の釈迦ヶ鼻沖合から産出した最新世後期のナウマン象）」により、東京大学から理学博士を取得。
国立科学博物館在勤中に同僚の小畠郁生とともにフタバスズキリュウの発掘に参加、横浜国立大学時代には国内初の竜脚類となるモシリュウの化石を鑑定するなど、恐竜およびその同時代の大型爬虫類研究者としての業績で知られる。

## 著書
- 長谷川善和（文）、薮内正幸（絵） (1988). 日本の恐竜. 福音館書店 かがくのほん. ISBN 4834008177. NCID BN08131052
- 長谷川善和 (2008). フタバスズキリュウ発掘物語. 化学同人 Dojin選書. ISBN 4759813144

## 論文
- 国立情報学研究所収録論文 国立情報学研究所

### Hasegawa 1950s
- Hasegawa, Y. (1957). “On a new Insectivora from the upper Kuzuü formation in Japan”. Science Reports of the Yokohama National University Section II 7:  105–112, pl. 16.

### Hasegawa 1960s
- 長谷川, 善和 (1966). “日本の第四紀小型哺乳類動物化石相について”. 化石 11:  31–40.
- 長谷川, 善和 (1966). “IV．人骨の含まれていた層準について（特集．浜北人と浜北根堅遺跡）”. 人類学雑誌 74:  153–155.

### Hasegawa 1970s
- Hasegawa, Y. (1972). “The Naumann’s elephant, Palaeoloxodon naumanni (Makiyama) from the late Pleistocene off Shodoshima Is. in Seto Inland Sea, Japan”. Bulletin of the National Science Museum 15:  513–591, pls. 1–22.
- 長谷川, 善和 (1978．). “リュウキュウジカの名称について（琉球列島の古脊椎動物相―そのVII）”. 琉球列島の地質学研究 3:  152–161.
- Hasegawa, Y. (1972). “The Naumann’s elephant, Plaeoloxodon naumanni (Makiyama) from the Late Pleistocene off Shakagahana Shodoshima Is. In Seto inland sea, Japan”. Bulletin of the National Science Museum Tokyo 15:  513–591, pls. 1–22.
- 長谷川, 善和 (1977). “脊椎動物の変遷と分布”. 日本の第四紀研究その発展と現状（日本第四紀学会，編）. pp. 227–243．東大出版会，東京
- 長谷川, 善和 (1980). “秋吉台の石灰洞と哺乳類化石”. 秋吉台の鍾乳洞（河野通弘，編）. pp. 219–230．河野通弘教授退官記念事業会，山口

### Hasegawa 1980s
- 長谷川, 善和 (1980). “琉球列島の後期更新世一完新世の脊椎動物”. 第四紀研究 18:  263–267.
- 長谷川, 善和 (1985). “ヴェルム氷期における宮古島ピンザアブ洞穴堆積物からの脊椎動物化石群集 序論”. ピンザアブ洞穴発掘調査報告 沖縄県文化財調査報告書第68集（沖縄県教育委員会，編） (沖縄県教育委員会，那覇):  29–32.
- 長谷川, 善和 (1985). “ヴェルム氷期における宮古島ピンザアブ洞穴堆積物からの脊椎動物化石群集 結語”. ピンザアブ洞穴発掘調査報告 沖縄県文化財調査報告書第68集（沖縄県教育委員会，編） (沖縄県教育委員会，那覇):  181–184.
- 長谷川, 善和 (1985). “ピンザアブ洞窟産出のヤマネコ”. ピンザアブ洞穴発掘調査報告，沖縄県文化財調査報告書第68集（沖縄県教育委員会，編） (沖縄県教育委員会，那覇):  83–90. pls. 1–2.

### Hasegawa 2000s
- 長谷川, 善和 (2009). “秋吉台の鍾乳洞などから発見された哺乳類化石から見た第四紀の哺乳類動物相”. 哺乳類科学 49:  97–100.

### H continued
- 長谷川, 善和; 小野, 慶一; 大塚, 裕之 (1980). “矢部氏巨角鹿Sinomegaceros yabei（Shikama）の復元”. 秋吉台科学博物館報告 15:  59–62，Pl. 6.
- 長谷川, 善和; 大塚, 裕之; 野原, 朝秀 (1973). “宮古島の古脊椎動物について（琉球諸島の古脊椎動物相―そのI）”. 国立科学博物館専報 6:  39–52, pls. 6–7.
- 長谷川, 善和; 野原, 朝秀; 野苅, 家宏; 小野, 慶一 (1978). ゴヘズ洞の獣類遺骸群集．沖縄県伊江島ゴヘズ洞の調査 ―第2次概報―. 第5集（伊江村教育委員会，編）. 伊江村教育委員会，伊江村. 8-17
- 長谷川, 善和; 上野, 輝彌; 山口, 敏; 松浦, 秀治; 野苅, 家宏; 小野, 慶一; 服部, 仁 (1979). “伊江島ナガラ原西貝塚緊急発掘調査報告書自然遺物編”. 伊江村文化財調査報告書第8集（伊江村教育委員会，編） (伊江村教育委員会，伊江村):  121–311.
- 長谷川, 善和; 冨田, 幸光; 甲能, 直樹; 小野, 慶一; 野苅, 家宏; 上野, 輝彌 (1987). “下北半島尻屋地域の更新世脊椎動物群集”. 国立科学博物館専報 21:  17–36, pls. 1–8.
- 長谷川, 善和; 金子, 浩昌; 橘, 麻紀乃; 田中, 源吾 (2011). “日本における後期更新世～前期完新世産のオオヤマネコLynxについて”. 群馬県立自然史博物館研究報告 15:  43–80.
- 長谷川, 善和; 北川, 浩道; 奥村, よほ子; 立川, 裕康; 田中, 源吾; 高桑, 祐司; 吉沢石灰工業株式会社 (2012). “栃木県栃木市鍋山町の採掘場より産出したナウマンゾウについて”. 群馬県立自然史博物館研究報告 16:  49–70.

### J-N
- Kaneko, Y.; Hasegawa, Y. (1995). “Some fossil Arvicolid rodents from the Pinza-Abu cave, Miyako Island, the Ryukyu Islands, Japan”. Bulletin of the Biogeographical Society of Japan 50:  23–37.
- Kawaguti, S.; Kaneko, Y.; Hasegawa, Y. (2009). “A new species of the fossil murine rodent from the Pinza-Abu Cave, the Miyako Island of the Ryukyu Archipelago, Japan”. Bulletin of Gunma Museum of Natural History 13:  15–28.
- 甄, 百鳴; 長谷川, 善和 (1985). 宮古ピンザアブ洞穴産出のノロジカ. ピンザアブ洞穴発掘調査報告. 沖縄県教育委員会，那覇. 33–73
- Kowalski, K.; Hasegawa, Y. (1976). “Quaternary rodents from Japan”. Bulletin of the National Science Museum, Ser. C 2:  31–66, pl. 1.
- Kowalski, K.; Hasegawa, Y. (1976). “Quaternary rodents from Japan”. Bulletin of the National Science Museum (Tokyo), Series C (Geology) 2 (1):  31–66, pl. 1.
- Rzebik-Kowalska,, B.; Hasegawa,, Y. (1976). “New materials to the knowledge of the Genus Skikamainosorex Hasegawa (1976), (Insectivora, Mammalia)”. Acta Zoologica Cracoviensia 21 (11):  341–357.
- 真鍋, 真; 長谷川, 善和 (1985). “ピンザアブ洞穴の爬虫類化石（更新世・沖縄県宮古島）”. ピンザアブ洞穴発掘調査報告，沖縄県文化財調査報告書第68集（沖縄県教育委員会，編） (沖縄県教育委員会，那覇):  139–148, pls. 1–2.
- 野苅, 家宏; 長谷川, 善和 (1985). “宮古島産蛙化石”. ピンザアブ洞穴発掘調査報告, 沖縄県文化財調査報告書第68集（沖縄県教育委員会，編） (沖縄県教育委員会，那覇):  151–159, pl. 1.
- 野原, 朝秀; 長谷川, 善和 (1973). “沖縄本島産象化石について（琉球諸島の古脊椎動物相―そのIII）”. 国立科学博物館専報 6:  59–63.

### O-T
- 小野, 慶一; 長谷川, 善和 (1985). “ピンザアブ洞穴の鳥類化石”. ピンザアブ洞穴発掘調査報告, 沖縄県文化財調査報告書（沖縄県教育委員会，編）. 第68集. 沖縄県教育委員会，那覇. pp. 115–126, pls. 128–137．
- 大塚, 裕之; 長谷川, 善和 (1973). “石垣島産の化石鹿について（琉球諸島の古脊椎動物層―そのII）”. 国立科学博物館専報 6:  53-58, pl. 8.
- Shikama, T.; Hasegawa, Y. (1958). “On a new Anourosorex fom the Ryugashi Formation (fissure deposits) in Japan”. Science Reports of the Yokohama National University, Sec. II 7:  105–112, pl. 16.
- 鹿間, 時夫; 長谷川, 善和; 岡藤, 五郎 (1958). “山口県秋吉台地域から発見された中部洪積世の化石哺乳類について”. 哺乳動物学雑誌 (5):  97–98.
- 高井, 冬二; 長谷川, 善和 (1966). “V．岩水寺層の脊椎動物化石（特集．浜北人と浜北根堅遺跡）”. 人類学雑誌 74:  155–167. pls. 1–4.
- 高桑, 祐司; 中田, 悠皓; 長谷川, 善和 (1999). “ミヤコノロCapreolus miyakoensisの全身骨格の復元”. 群馬県立自然史博物館研究報告 3:  81–84.

## 賞詞
- 日本哺乳類学会賞（第4回）：2011年[7]
- 日本哺乳類学会特別賞（2012年度）：2012年[8]